# Csaispis
Csaispis (𐎨𐎡𐏁𐎱𐎡𐏁; óperzsa: ca-i-ša-pa-i-ša; normalizált alakban Caišpiš, illetve Cišpiš; ismert hellenizált nevén Τεΐσπης, Teiszpész, babiloni Šišpiš, perzsa چیشپیش Çīšpīš) az ókori Parsa fejedelme, majd királya, Hakhámanis fia és örököse. 

## Élete
Nevében az urartui Teiseba viharisten nevét vélik felfedezni, akinek elámi változata Zaišpīššiya, hurri neve pedig Tessub.
Körülbelül i. e. 675 és i. e. 640 között állt a Méd Birodalom fennhatósága alatt álló tartomány élén. Ősapja II. Kurusnak és I. Dárajavausnak két fia, I. Kurus és Arijáramna révén. Parsa tartomány az ő uralkodása alatt szakadt el a Méd Birodalomtól, majd terjeszkedésbe kezdett, és elfoglalta az elámi Ansant. II. Kurus perszepoliszi feliratai Ansan királyaként említik. Fia, I. Kurus követte a trónon.